# Люблино (Крым)
Люблино́ (до 1948 года Кельдия́р; укр. Люблине, крымскотат. Keldiyar, Кельдияр) — исчезнувшее село в Советском районе Республики Крым, располагавшееся на севере района, в степной части Крыма, примерно в 1 км к северо-западу от современного села Октябрьское.

## История
Первое документальное упоминание села встречается в Камеральном Описании Крыма… 1784 года, судя по которому, в последний период Крымского ханства Гелдияр входил в Кучук Карасовский кадылык Карасьбазарскаго каймаканства. После присоединения Крыма к России (8) 19 апреля 1783 года, (8) 19 февраля 1784 года, именным указом Екатерины II сенату, на территории бывшего Крымского Ханства была образована Таврическая область и деревня была приписана к Левкопольскому, а после ликвидации в 1787 году Левкопольского — к Феодосийскому уезду Таврической области. После Павловских реформ, с 1796 по 1802 год, входила в Акмечетский уезд Новороссийской губернии. По новому административному делению, после создания 8 (20) октября 1802 года Таврической губернии, Кельдияр был включён в состав Урускоджинской волости Феодосийского уезда.
По Ведомости о числе селений, названиях оных, в них дворов… состоящих в Феодосийском уезде от 14 октября 1805 года, в деревне Гелди-яр числилось 8 дворов и 55 жителей. На военно-топографической карте генерал-майора Мухина 1817 года деревня Елдияр обозначена с 16 дворами. После реформы волостного деления 1829 года Келю Диер, согласно «Ведомости о казённых волостях Таврической губернии 1829 года», отнесли к Бурюкской волости (переименованной из Урускоджинской). На карте 1836 года в деревне Кельдыяр 20 дворов, как и на карте 1842 года.
В 1860-х годах, после земской реформы Александра II, деревню приписали к Шейих-Монахской волости. Согласно «Списку населённых мест Таврической губернии по сведениям 1864 года», составленному по результатам VIII ревизии 1864 года, Кельдияр — владельческая татарская деревня с 8 дворами, 26 жителями и мечетью при колодцах. По обследованиям профессора А. Н. Козловского начала 1860-х годов, в селении были колодцы с пресной водой глубиною не более 1,5 саженей (3 м). На трёхверстовой карте Шуберта 1865—1876 годов деревня Кельдыяр обозначена с 20 дворами. По «Памятной книге Таврической губернии 1889 года», включившей результаты Х ревизии 1887 года, в деревне Кельдияр числилось 15 дворов и 83 жителя.
После земской реформы 1890-х годов деревню приписали к Андреевской волости. По «…Памятной книжке Таврической губернии на 1900 год» в деревне Кельдияр, входившей в Айкишское сельское общество, числилось 35 жителей в 9 дворах. В 1915 году село в списках не значится — видимо, этот период отражён на километровой карте Генштаба Красной армии 1941 года, где обозначено пустое урочище Кельдияр (в легенде к карте сказано «… за картооснову, в основном, были взяты топографические карты Крыма масштаба 1:84000 1920 года и 1:21000 1912 года. Названия и прочие исправления на планах даны на июль 1941 года»).
После установления в Крыму Советской власти, по постановлению Крымревкома № 206 «Об изменении административных границ» от 8 января 1921 года была упразднена волостная система и село вошло в состав Ичкинского района Феодосийского уезда, а в 1922 году уезды получили название округов. 11 октября 1923 года, согласно постановлению ВЦИК, в административное деление Крымской АССР были внесены изменения, в результате которых округа были отменены, Ичкинский район упразднили, включив в состав Феодосийского в состав которого включили и село. Согласно Списку населённых пунктов Крымской АССР по Всесоюзной переписи 17 декабря 1926 года, в селе Кильдияр, Куль-Чоринского сельсовета Феодосийского района, числилось 10 дворов, все крестьянские, население составляло 43 человека, все татары. Постановлением ВЦИК «О реорганизации сети районов Крымской АССР» от 30 октября 1930 года Феодосийский район был упразднён и был создан Сейтлерский (по другим сведениям 15 сентября 1931 года), в который включили село, а с образованием в 1935 году Ичкинского — в состав нового района. По данным Всесоюзной переписи населения 1939 года, в селе проживало 103 человека.
В 1944 году, после освобождения Крыма от фашистов, согласно постановлению ГКО № 5859 от 11 мая 1944 года, 18 мая крымские татары были депортированы в Среднюю Азию. 12 августа 1944 года было принято постановление № ГОКО-6372с «О переселении колхозников в районы Крыма» и в сентябре 1944 года в район приехали первые новоселы (180 семей) из Тамбовской области, а в начале 1950-х годов последовала вторая волна переселенцев. С 1954 года областями наиболее массового набора населения стали различные области Украины. С 25 июня 1946 года селение в составе Крымской области РСФСР. Указом Президиума Верховного Совета РСФСР от 18 мая 1948 года Кильдияр переименовали в Люблино. 26 апреля 1954 года Крымская область была передана из состава РСФСР в состав УССР. Ликвидировано до 1960 года, поскольку в «Справочнике административно-территориального деления Крымской области на 15 июня 1960 года» селение уже не значилось (согласно справочнику «Крымская область. Административно-территориальное деление на 1 января 1968 года» — в период с 1954 по 1968 год, как село ещё Октябрьского сельсовета).

### Динамика численности населения
| - 1805 год — 55 чел. - 1864 год — 26 чел. - 1889 год — 83 чел. | - 1900 год — 35 чел. - 1926 год — 43 чел. - 1939 год — 103 чел. |